# Odilon Picquendar
Odilon-Léonard-Théophile Picquendar, francoski general, * 21. junij 1883, † 10. januar 1959.